# 亨利·培根
亨利·培根（Henry Bacon 1866年11月28日—1924年2月16日）是一名美国建筑师，以建造林肯纪念堂出名。

## 生平
他出生于美国伊利诺伊州沃齐卡，曾就读于伊利诺伊大学厄巴纳分校，后进入纽约市的公司麦金米德与怀特建筑师事务所工作，他设计的建筑以希腊复兴式、布杂艺术风为主。1921年至1924年间，他是美国美术委员会委员。